# Arquebisbat d'Ancona-Osimo
L'arquebisbat d'Ancona-Osimo (italià: Arquebisbat di Ancona-Osimo; llatí: Archidioecesis Anconitana-Auximana) és una seu metropolitana de l'Església catòlica que pertany a la regió eclesiàstica Marques. El 2012 sumava amb 197.851 batejats al voltant de 225.441 habitants. Actualment està dirigida per l'arquebisbe Edoardo Menichelli.

## Territori

La diòcesi d'Ancona

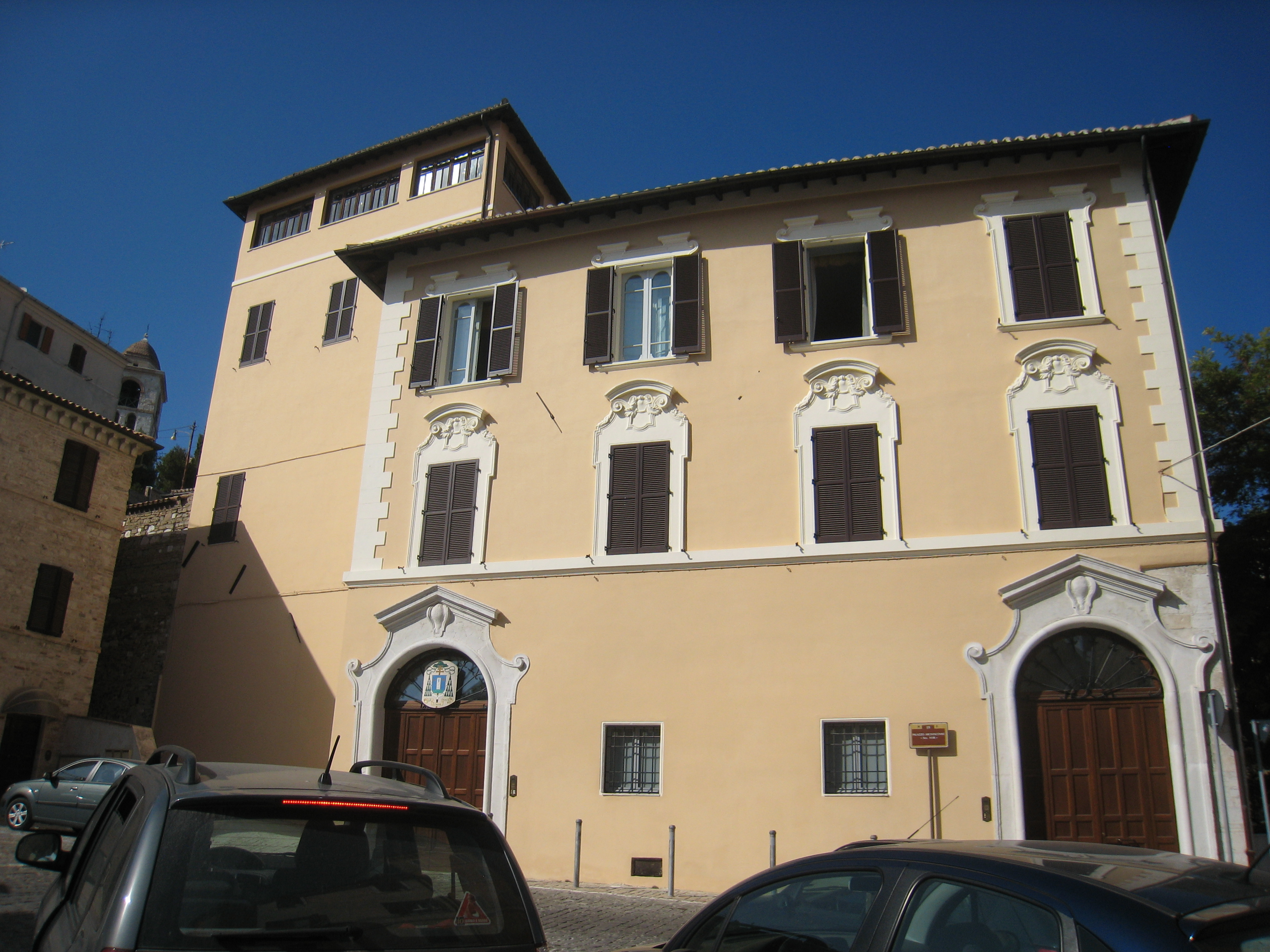
El palau arquebisbal

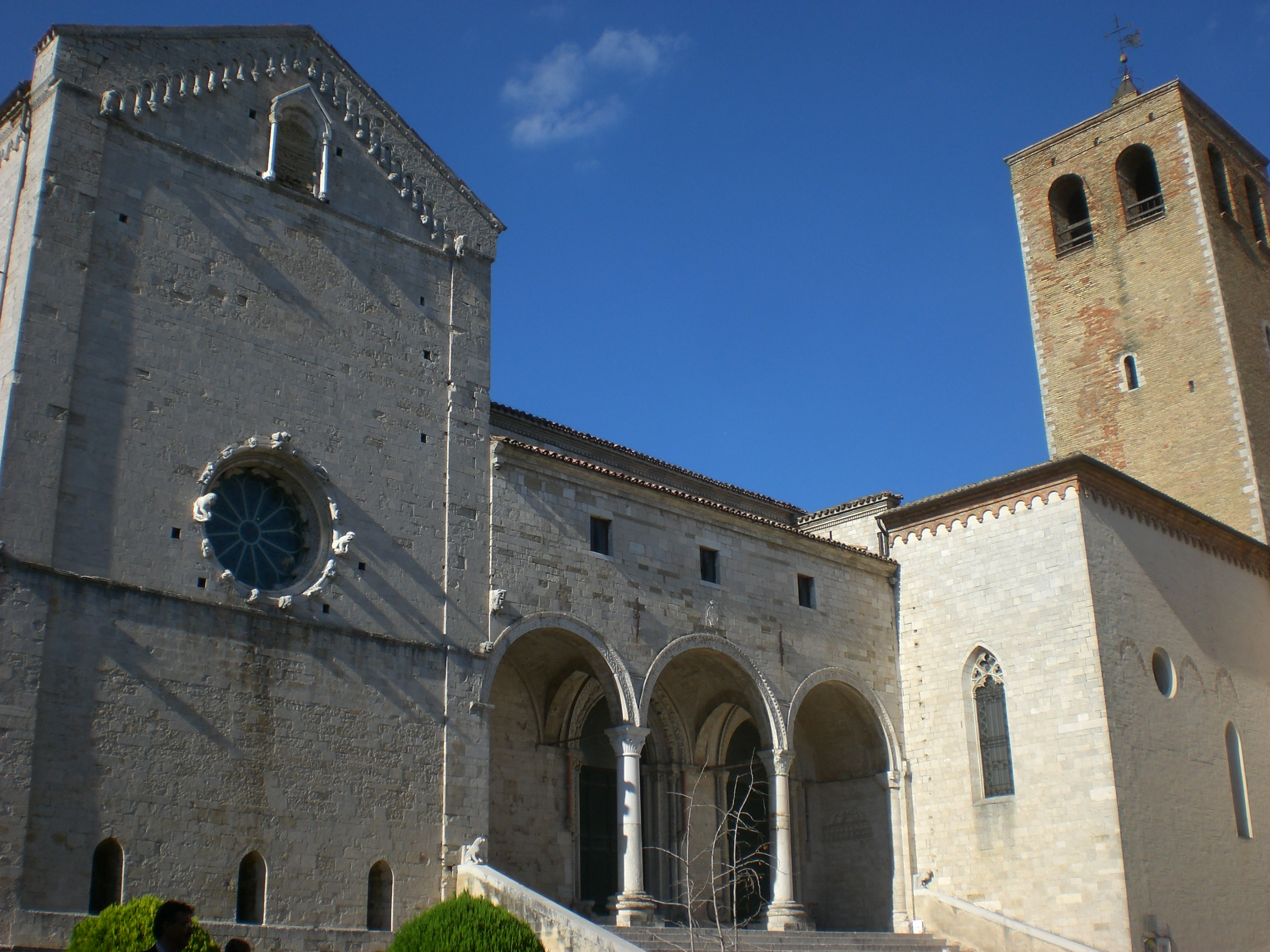
La cocatedral de San Leopardo a Osimo

L'arxidiòcesi té una superfície de 505 km², i s'estén íntegrament per la província d'Ancona. Comprèn els municipis d'Ancona, Osimo, Falconara Marittima, Numana, Camerano, Camerata Picena, Castelfidardo, Polverigi, Staffolo, Filottrano, Grancetta di Chiaravalle, Agugliano, Sirolo, Offagna.
Al nord limita amb el bisbat de Senigallia, a oest amb el bisbat de Jesi; al sud i a l'oest amb el bisbat de Macerata-Tolentino-Recanati-Cingoli-Treia, al sud amb la prelatura de Loreto i a l'est amb el mar Adriàtic.
Els monuments més significatius de l'arxidiòcesi són: a Ancona, la catedral de San Ciriaco, l'església de Santa Maria della Piazza, l'abadia de Portonovo i de San Pietro al Conero, San Francesco alle Scale e San Domenico; a Osimo la cocatedral de San Leopardo, el baptisteri, la basílica de San Giuseppe da Copertino i el santuari de Campocavallo.
El territori està dividit en 72 parròquies.
La província eclesiàstica comprèn també les diòcesis sufragànies de Fabriano-Matelica, Jesi, Senigallia i la prelatura territorial de Loreto.

## Història

### Ancona
La primera informació sobre la vida cristiana d'Ancona referir-se a la memòria de sant Esteve, que la que sant Agustí parla en un dels seus escrits, i pel Papa Gregori el Gran tenim la notícia que la primera catedral d'Ancona va ser dedicada a aquest sant.
Una antiga tradició diu que les restes de Sant Ciriac va ser traslladat des de Jerusalem, on el sant havia estat martiritzat, i enterrat al segle iv a la catedral de la catedral de Sant Esteve i d'allí es va traslladar a l'actual catedral durant el segle x. Les excavacions a la catedral el 1979 per ordre del bisbe Carlo Maccari van donar credibilitat a aquesta tradició.
Les relíquies dels màrtirs Pellegrino i Flavio es conserven a l'església de San Pellegrino e San Filippo Neri, mentre que els dels màrtirs Palazia i Laurentia es conserven a la catedral.
El 1419 el Papa Martí V va decidir unir a la diòcesi d'Ancona la de Numana (també anomenada Umana). La unió va ser sancionada per la butlla Ex supernae majestatis del 19 d'octubre de 1422 i la diòcesi va prendre el nom de diòcesi d'Ancona i Umana (Anconitana et Numanensis). En contra de la unió habitual de les dues diòcesis no va ser aeque principaliter i Numana no va conservar cap prerrogativa episcopall, de fet, la seva catedral es va reduir a una simple parròquia. En els següents segles, els bisbes d'Ancona també van quedar fora el títol dels bisbes d'Umana, fins al 22 d'abril de 1770 el Papa Benet XIV va ordenar mitjançant una butlla que s'adoptés el doble títol.
El 1796 una imatge de la Mare de Déu de la catedral va ser vista com obria i tancava els ulls durant quatre mesos per una gran multitud, estimada en prop de seixanta mil persones. Al febrer de l'any següent Napoleó Bonaparte va arribar a la ciutat i va voler establir personalment un procés al voltant d'aquest fet, amb la intenció de posar fi a una suposada superstició. Va examinar acuradament la imatge, va interrogar els canonges, va voler dedicar a la caritat el collaret de perles que adornava la imatge i traslladar-la a un monestir, però per respecte a les persones que l'havia venerada canvià la decisió i la imatge tornà a la catedral.
El 14 de setembre 1904 la seu va ser elevada al rang d'arxidiòcesi honoris causa immediatament subjecta a la Santa Seu amb el decret Honoribus et privilegiis de la Congregació Consistorial. El 15 d'agost de 1972 va ser més elevada a arxidiòcesi metropolitana pel Papa Pau VI per la butlla Qui apostolico; i li van ser assignats com a diòcesis sufragànies les diòcesis d'Osimo i Jesi.
Algunes de les hores més fosques de la diòcesi eren el període de l'ocupació francesa de finals del segle xviii, els bombardejos de la Segona Guerra Mundial, el terratrèmol de 1972 i l'ensorrament de 1982.
A Ancona van néixer San Costanzo i el Beat Gabriele Ferretti.
Entre els bisbes que destaquen cal recordar: per al període dels orígens san Primiano i san Marcel·lí; la figura del beat Antonio Fatati, un bisbe del segle xv, per la santedat de la seva vida; Vicente Lucchi i el cardenal Carlo Conti, per la seva reorganització del treball en el període posterior al Concili de Trento; els cardenals D'Aste i Marcinforte al segle xviii per la seva vida evangèlica i la seva saviesa pastoral; i el cardenal Achille Manara a principis del segle xx, l'últim cardenal bisbe.

### Osimo
Segons la tradició, a mitjan segle iii el màrtir san Felicià va predicar la fe cristiana al territori d'Osimo. Al 303, durant el transcurs de la persecució ordenada per Dioclecià, van patir martiri a Osimo sants Fiorenzo, Sisino i Diocleci, i al lloc del martiri s'erigí una església dedicada a ells, encara existent.
El primer bisbe d'Osimo del qual es té notícia va ser san Leopardo, que va viure en una època incerta, potser al segle iv o V. Al 599, el Papa Gregori el Gran donà a l'església osimana «diu pastorali sollecitudine destitutam» (o sigui, en tems vacants), tota la cura pastoral del bisbe Sereno d'Ancona.
El 22 de maig de 1240 el Papa Gregori IX, mitjançant la butlla Recte considerationis examine, en ocasió d'una revolta, suprimí la diòcesi d'Osimo i incorporà el territori a la nova diòcesi de Recanati. El 15 de novembre d'aquell any Osimo passà a mans del bisbe de Numana, com a compensació per la pèrdua de la potestat episcopal sobre Recanati. El 13 de març de 1264 el Papa Urbà IV, amb la butlla Recti statera judicii, restaurà el bisbat d'Osimo.
El 1320 Osimo es revoltà de nou i empresonà el bisbe Berardo II. Llavors, el Papa Joan XXII privà novament a Osimo de la dignitat episcopal, però com que els altres centres de la diòcesi s'havien oposat a la rebel·lió, els atorgà el seu propi bisbe amb el títol de episcopus dioecesis ecclesiae Auximanae, olim cathedralis. Com a catedral es va fer servir l'església de Santa Maria de Cingoli. El 12 de juliol de 1368 el Papa Urbà VI concedí la restitució de la càtedra episcopal a Osimo per la butlla Sancta Mater Ecclesia.
El 1586 el Papa Sixte V va transferir a Recanati els territoris de Castelfidardo i de Montecassiano, anteriorment pertanyents a Osimo.
El 20 d'agost de 1725 amb la butlla Romana Ecclesia del papa Benet XIII, el bisbat de Cingoli va ser restabler-ta amb territori desmembrat de la diòcesi d'Osimo i unida aeque principaliter amb la seu d'Osimo.
El 15 d'agost de 1972 la diòcesi d'Osimo i Cingoli va esdevenir part de la província eclesiàstica de l'arxidiòcesi d'Àncona.
L'últim canvi a la unió territorial plena amb Ancona es remunta a 1984, quan el Papa Joan Pau II va decidir la unió de Castelfidardo a Osimo i la unió de Montefano i Appignano, respectivament, a Recanati i Macerata.
Entre els bisbes d'Osimo s'inclouen: els sants bisbes Vitaliano al segle viii i Benvenuto al segle xii; el cardenal Antonio Maria Galli pel seu treball posterior al Concili de Trento, Compagnoni Pompeu al segle xviii per la seva gran erudició; el cardenal Guido Calcagnini, que durant l'episcopat el 1796 va tenir lloc el miracle de la creu de fusta a la catedral; el cardenal Giovanni Soglia Ceroni, que va ser Secretari d'Estat de Pius IX. L'últim bisbe de residir a Osimo va ser Domenico Brizi, que va morir el 1964.
A Osimo van néixer el Papa Pius VIII, sant Silvestre Guzzolini, fundador dels Silvestrins, i Sant Bonfiglio on va morir sant Josep de Copertino.

### Ancona-Osimo
El 28 de setembre de 1972, Carlo Maccari, ja arquebisbe d'Ancona i Numana, va ser nomenat també bisbe d'Osimo, unint així les tres seus in persona episcopi.
El 5 de juliol de 1975, d'acord amb el decret Ex historicis documentis de la Congregació per als Bisbes, a petició de l'arquebisbe Carlo Maccari, l'antic títol de Numana va ser suprimit; i l'arxidiòcesi assumí només la denominació d'arxidiòcesi d'Ancona, mentre que Numana esdevingué una seu titular episcopal.
L'11 de febrer de 1976 Francesco Tarcisio Carboni va ser nomenat bisbe de Cingoli, separant-se així d'Osimo i unida in persona episcopi a la seu de Macerata i Tolentino, Recanati, Treia. Des d'aquest moment només van quedar les seus d'Ancona i Osimo.
El 30 de setembre de 1986, d'acord al decret Instantibus votis de la Congregació per als Bisbes, s'establí la plena unione de les dues diòcesis i la nova circumscripció eclesiàstica assumí el nom actual, mantenint la dignitat metropolitana.
L'11 de març de 2000 la província eclesiàstica d'Ancona-Osimo va ser ampliara, amb l'addició de les seus de Loreto, de Senigallia i de Fabriano-Matelica.

## Cronologia episcopal

### Seu d'Ancona
- San Primiano † (segle iii)
- San Ciriaco † (? - 363 mort)
- Marco † (citat el 462 o 465)[2]
- Anònim † (citat el 496)[3]
- San Trasone I † (citat el 500)[4]
- San Marcellino I † (segle vi)
- Tommaso † (segle vi)
- Sereno † (inicis de 598 - 603 mort)
- Fiorentino † (603 - ?)[5]
- Giovanni I † (629 o 633 - ?)
- Mauroso † (citat el 649)
- Giovanni II † (citat el 679)
- Senatore † (citat el 743)
- Natale † (segle viii ?)[6]
- Tigrino † (citat el 826)
- Leopardo † (citat el 861)
- Paolo † (citat el 878)
- Bolongerio o Benolergio † (citat el 887)
- Erfermario † (citat el 967)
- Trasone II † (citat el 996)
- Stefano † (citat el 1030)
- Grimaldo o Grimoaldo † (citat el 1051)
- Gerardo I † (citat el 1069)
- Transberto † (citat el 1090 aproximadament)
- Marcellino II † (citat el 1101 aproximadament)
- Anònim † (citat el 1118)
- Bernardo † (citat el 1127)
- Anònim † (citat el 1146)
- Lamberto † (citat el 1150 o 1158)
- Tommaso ? † (citat el 1172)
- Gentile † (citat el 1179)
- Rodolfo, O.S.B.Cam. † (1180 - finals de 1185)
- Berolado † (inicis de 1186 - finals de 1192)
- Gerardo II, O.S.B.Cam. † (inicis de 1204 - finals de 1228)
- Persevallo † (inicis de 1239 - aproximadament 1242 mort)
- Giovanni Boni † (8 de gener de 1244 - ?)
- Pietro di Romanuccio Capocci † (10 de maig de 1284 - 24 d'agost de 1286 nomenat bisbe de Viterbo i Toscanella)
- Berardo dal Poggio † (27 d'agost de 1286 - 4 de febrer de 1296 nomenat bisbe de Rieti)
  - Pandolfo † (26 de febrer de 1296 - 1299) (administrador apostòlic)
- Nicolò degli Ungari, O.F.M. † (28 de setembre de 1299 - 1326 mort)
- Tommaso dal Muro † (16 de juny de 1326 - ? mort)
- Francesco ? † (citat el 1330)[7]
- Nicolò Frangipane † (18 de juliol de 1342 - ? mort)
- Agostino dal Poggio † (6 de febrer de 1344 - ? mort)
- Ugone, O.S.B. † (1348 - 1348 dimití) (bisbe electe)
- Lanfranco de Saliverti, O.F.M. † (3 d'octubre de 1348 - 23 d'octubre de 1349 nomenat bisbe de Bèrgam)
- Giovanni Tedeschi, O.E.S.A. † (23 d'octubre de 1349 - 1380 mort)
- Bartolomeo Uliari, O.S.B. † (1381 - 9 de desembre de 1385 nomenat bisbe de Florència)
- Guglielmo Dallavigna, O.S.B. † (6 de febrer de 1386 - 12 de juny de 1405 nomenat bisbe de Todi)
- Carlo degli Atti, O.S.B. † (12 de juny de 1405 - 1405 o 1406 mort)
- Lorenzo Ricci † (26 de maig de 1406 - 1410 deposat)[8]
- Simone Vigilanti, O.E.S.A. † (5 d'abril de 1410 - 6 de març de 1419 nomenat bisbe de Senigallia)[9]
  - Pietro Ferretti[10] † (19 de desembre de 1412 - 11 de setembre de 1419 o 31 de gener de 1420 nomenat bisbe d'Ascoli Piceno) (antibisbe)
- Astorgio Agnesi † (6 de març de 1419 - 19 d'octubre de 1422 nomenat bisbe d'Ancona i Numana)

### Seu d'Ancona i Numana
- Astorgio Agnesi † (19 d'octubre de 1422 - 8 de febrer de 1436 nomenat arquebisbe de Benevent)
  - Giovanni de Dominis † (4 de juny de 1436 - ?) (bisbe electe)[11]
- Giovanni Caffarelli † (18 de febrer de 1437 - 1460 mort)
- Agapito Rustici-Cenci † (16 d'abril de 1460 - 22 d'agost de 1463 nomenat bisbe de Camerino)
- Beato Antonio Fatati † (3 de novembre de 1463 - 9 de gener de 1484 mort)
- Benincasa de' Benincasa † (5 d'octubre de 1484 - 1502 mort)
  - Giovanni Sacco † (15 de juliol de 1502 - 1505 mort) (administrador apostòlic)
- Pietro Accolti d'Arezzo † (4 d'abril de 1505 - 5 d'abril de 1514 dimití)
- Francesco Accolti † (5 d'abril de 1514 - ? dimití)
- Rufino Luparo, O.F.M. † (1520 - 1522 mort)[12]
- Baldovinetto de' Baldovinetti † (16 de març de 1523 - 1538 mort)
  - Alessandro Farnese † (12 d'agost de 1538 - 1538 dimití) (administrador apostòlic)
  - Girolamo Ghianderoni † (15 de novembre de 1538 - 1550 dimití) (administrador apostòlic)
- Gian Matteo Lucchi † (23 de maig de 1550 - 6 de febrer de 1556 nomenat bisbe de Tropea)
- Vincenzo Lucchi † (6 de febrer de 1556 - 31 de gener de[13] 1585 mort)
  - Alessandro Farnese † (24 de febrer de 1585 - 1585 dimití) (administrador apostòlic, per segon cop)
- Carlo Conti † (1 de juliol de 1585 - 3 de desembre de 1615 mort)
- Giulio Savelli † (11 de gener de 1616 - 2 de maig de 1622 dimití)
- Giovanni Luigi Galli † (2 de maig de 1622 - 22 d'agost de 1657 mort)
  - Sede vacante (1657-1666)
- Giannicolò Conti † (29 de març de 1666 - 20 de gener de 1698 mort)
  - Sede vacante (1698-1700)
- Marcello d'Aste † (3 de febrer de 1700 - 11 de juny de 1709 mort)
- Giovanni Battista Bussi † (19 de febrer de 1710 - 23 de desembre de 1726 mort)
- Prospero Lorenzo Lambertini † (20 de gener de 1727 - 30 d'abril de 1731 nomenat arquebisbe de Bolonya, després elegit papa amb el nom de Benet XIV)
- Bartolomeo Massei † (21 de maig de 1731 - 20 de novembre de 1745 mort)
- Niccolò Mancinforte † (17 de gener de 1746 - 19 de desembre de 1762 mort)
- Filippo Acciaiuoli † (24 de gener de 1763 - 24 de juliol de 1766 mort)
- Giovanni Ottavio Bufalini † (1 de desembre de 1766 - 3 d'agost de 1782 mort)
- Vincenzo Ranuzzi † (14 de febrer de 1785 - 27 d'octubre de 1800 mort)
  - Sede vacante (1800-1816)[14]
- Nicola Riganti † (8 de març de 1816 - 31 d'agost de 1822 mort)
- Giovanni Francesco Falzacappa † (10 de març de 1823 - 23 de maig de 1824 dimití)
- Cesare Nembrini Pironi Gonzaga † (24 de maig de 1824 - 5 de desembre de 1837 mort)
- Antonio Maria Cadolini, B. † (12 de febrer de 1838 - 1 d'agost de 1851 mort)
- Antonio Benedetto Antonucci † (5 de setembre de 1851 - 28 de gener de 1879 mort)
- Achille Manara † (12 de maig de 1879 - 15 de febrer de 1906 mort)
- Giovanni Battista Ricci † (15 de juliol de 1906 - 10 de novembre de 1929 mort)
- Mario Giardini, B. † (16 de maig de 1931 - 5 de febrer de 1940 dimití)
- Marco Giovanni Della Pietra, O.F.M. † (25 de març de 1940 - 13 de gener de 1945 mort)
- Egidio Bignamini † (18 de novembre de 1945 - 21 de desembre de 1966 mort)
- Felicissimo Stefano Tinivella, O.F.M. † (22 de febrer de 1967 - 6 de juliol de 1968 dimití)
- Carlo Maccari † (5 d'agost de 1968 - 30 de setembre de 1986 nomenat arquebisbe d'Ancona-Osimo)[15]

### Seu d'Osimo
- San Leopardo †
  - Sede vacante (599)
- Fortunato † (citat el 649)
- Giovanni † (citat el 680)
- San Vitaliano † (citat el 745)
- Germano † (citat el 826)
- Leone † (mencionat en un any entre el 835 i el 847)
- Andrea † (citat el 853)
- Pietro † (citat el 887)
- Attingo o Astingo † (citat el 967 aproximadament)
- Cloroardo † (citat el 996)
- Ghislerio † (inicis de 1022 - finals de 1037)
- Azzo o Atto † (citat el 1062)
- Lotario † (inicis de 1066 - finals de 1096)
- Guarnerio † (primera meitat del segle xii)
- Grimoaldo † (inicis de 1151 - finals de 1157)
- Gentile † (inicis de 1177 - finals de 1205)
- Anònim † (citat el 1208)
- Anònim † (citat el 1211)
- Sinibaldo I † (inicis de 1218 - aproximadament 1239 mort)
- Rinaldo † (8 de setembre de 1240 - 22 de desembre de 1240 nomenat bisbe de Recanati)
  - Sede soppressa (1240-1264)
- San Benvenuto Scotivoli † (13 de març de 1264 - 22 de març de 1282 mort)
- Berardo Berardi † (18 de gener de 1283 - 16 de maig de 1288 nomenat bisbe de Palestrina)
- Monaldo † (31 de gener de 1289 - de febrer de 1292 mort)
- Beato Giovanni d'Uguccione † (24 de març de 1295 - 1319 mort)
- Berardo II † (29 de febrer de 1320 - 24 de novembre de 1320 mort)
  - Sede soppressa
- Sinibaldo II, O.F.M. † (25 de juliol de 1326 - 1341 o 1342 mort)
  - Corrado teutonico † (citat el 1328) (antibisbe)
- Alberto Boson, O.P. † (25 d'agost de 1342 - 1347 mort)
- Luca Mannelli, O.P. † (5 de novembre de 1347 - 22 de gener de 1358 nomenat bisbe de Fano)
- Pietro Massei, O.P. † (24 de gener de 1358 - 1381 mort)
- Pietro III † (19 de juliol de 1381 - d'abril de o de juliol de 1400 mort)
  - Jean Rousseau † (2 de maig de 1382 - ?) (antibisbe)
- Giovanni Grimaldeschi † (3 de setembre de 1400 - 1419 dimití)
- Pietro Ercolani, O.F.M. † (30 de gener de 1419 - 1422 mort)
- Nicolò Bianchi, O.S.B. † (21 de juliol de 1422 - 1434 mort)
- Andrea da Montecchio † (29 d'octubre de 1434 - 1454 mort)
- Giovanni de' Prefetti † (30 d'agost de 1454 - 27 de juliol de 1460 mort)
- Gaspare Zacchi † (1 de setembre de 1460 - 23 de novembre de 1474 mort)
- Luca Carducci, O.S.B.Cam. † (2 de desembre de 1474 - agost o de setembre de 1484 mort)
- Paride Ghirardelli † (15 de setembre de 1484 - 1 de setembre de 1498 mort)
- Antonio Sinibaldi † (19 d'octubre de 1498 - 13 de juny de 1515 dimití)
- Giambattista Sinibaldi † (13 de juny de 1515 - 9 d'abril de 1547 mort)
- Cipriano Senili † (15 de maig de 1547 - 19 de juliol de 1551 mort)
- Bernardino de Cupis † (24 d'agost de 1551 - 1574 dimití)
- Cornelio Firmano † (15 de gener de 1574 - 5 de juliol de 1588 mort)
- Teodosio Fiorenzi † (27 de juliol de 1588 - 19 de maig de 1591 mort)
- Antonio Maria Galli † (19 de juliol de 1591 - 30 de març de 1620 mort)
- Agostino Galamini, O.P. † (29 d'abril de 1620 - 6 de setembre de 1639 mort)
- Girolamo Verospi † (10 de febrer de 1642 - 5 de gener de 1652 mort)
- Lodovico Betti † (1 de juliol de 1652 - 26 d'octubre de 1655 mort)
- Antonio Bichi † (6 de març de 1656 - 21 de febrer de 1691 mort)
- Opizio Pallavicini † (8 d'agost de 1691 - 11 de febrer de 1700 mort)
  - Sede vacante (1700-1709)
- Michelangelo dei Conti † (24 de gener de 1709 - 1 d'agost de 1712 nomenat bisbe de Viterbo e Tuscania)
- Orazio Filippo Spada † (17 de gener de 1714 - 28 de juny de 1724 mort)
- Agostino Pipia, O.P. † (20 de desembre de 1724 - 20 d'agost de 1725 nomenat bisbe d'Osimo i Cingoli)

### Seu d'Osimo e Cingoli
- Agostino Pipia, O.P. † (20 d'agost de 1725 - 17 de gener de 1727 dimití)
- Pier Secondo Radicati † (12 d'abril de 1728 - 1 de desembre de 1729 mort)
- Ferdinando Agostino Bernabei, O.P. † (23 de desembre de 1729 - 10 de març de 1734 mort)
- Giacomo Lanfredini † (27 de març de 1734 - 15 de setembre de 1740 dimití)
- Pompeo Compagnoni † (16 de setembre de 1740 - 25 de juliol de 1774 mort)
- Guido Calcagnini † (20 de maig de 1776 - 27 d'agost de 1807 mort)
- Giovanni Castiglione † (11 de gener de 1808 - 9 de gener de 1815 mort)
- Carlo Andrea Pelagallo † (18 de desembre de 1815 - 6 de setembre de 1822 mort)
- Ercole Dandini † (10 de març de 1823 - 23 de maig de 1824 dimití)
  - Sede vacante (1824-1827)
- Timoteo Maria Ascensi, O.C.D. † (21 de maig de 1827 - 6 de desembre de 1828 mort)
- Giovanni Antonio Benvenuti † (15 de desembre de 1828 - 14 de novembre de 1838 mort)
- Giovanni Soglia Ceroni † (18 de febrer de 1839 - 4 de juny de 1848 nomenato Secretari d'Estat)
  - Sede vacante (1848-1856)
- Giovanni Brunelli † (18 de setembre de 1856 - 21 de febrer de 1861 mort)
  - Sede vacante (1861-1863)
- Salvatore Nobili Vitelleschi † (21 de desembre de 1863 - 20 de novembre de 1871 dimití)
- Michele Seri-Molini † (24 de novembre de 1871 - 13 d'abril de 1888 mort)
- Egidio Mauri, O.P. † (1 de juny de 1888 - 12 de juny de 1893 nomenat arquebisbe de Ferrara)
- Giovanni Battista Scotti † (18 de maig de 1894 - 5 de desembre de 1916 mort)
- Pacifico Fiorani † (12 de maig de 1917 - 22 de juny de 1924 mort)
- Monalduzio Leopardi † (20 de desembre de 1926 - 17 de maig de 1944 mort)
- Domenico Brizi † (22 de gener de 1945 - 11 de febrer de 1964 mort)
  - Sede vacante (1964-1972)
- Carlo Maccari † (28 de setembre de 1972 - 30 de setembre de 1986 nomenat arquebisbe d'Ancona-Osimo)[16]

### Seu d'Ancona-Osimo
- Carlo Maccari † (30 de setembre de 1986 - 1 de juliol de 1989 jubilat)
- Dionigi Tettamanzi (1 de juliol de 1989 - 6 d'abril de 1991 dimití)
- Franco Festorazzi (6 d'abril de 1991 - 8 de gener de 2004 jubilat)
- Edoardo Menichelli, des del 8 de gener de 2004

## Estadístiques
A finals del 2012, l'arxidiòcesi tenia 197.851 batejats sobre una població de 225.441 persones, equivalent al 87,8% del total.
| any                             | població | població | població | sacerdots | sacerdots       | sacerdots       | sacerdots             | diaques | religiosos | religiosos | parroquies |
| ------------------------------- | -------- | -------- | -------- | --------- | --------------- | --------------- | --------------------- | ------- | ---------- | ---------- | ---------- |
| any                             | batejats | total    | %        | total     | clergat secular | clergat regular | batejats por sacerdot | diaques | homes      | dones      |            |
| arquebisbat d'Ancona (i Numana) |          |          |          |           |                 |                 |                       |         |            |            |            |
| 1959                            | 129.500  | 130.000  | 99,6     | 161       | 71              | 90              | 804                   |         | 105        | 238        | 46         |
| 1969                            | 153.000  | 153.428  | 99,7     | 177       | 89              | 88              | 864                   |         | 100        | 280        | 52         |
| 1980                            | 152.500  | 153.500  | 99,3     | 157       | 82              | 75              | 971                   | 1       | 98         | 209        | 58         |
| bisbat d'Osimo i Cingoli        |          |          |          |           |                 |                 |                       |         |            |            |            |
| 1949                            | 37.445   | 37.445   | 100,0    | 124       | 86              | 38              | 301                   |         | 40         | 165        | 39         |
| 1969                            | 55.247   | 55.272   | 100,0    | 114       | 73              | 41              | 484                   |         | 49         | 157        | 39         |
| 1980                            | 55.413   | 55.541   | 99,8     | 96        | 61              | 35              | 577                   |         | 43         | 119        | 39         |
| arquebisbat d'Ancona-Osimo      |          |          |          |           |                 |                 |                       |         |            |            |            |
| 1990                            | 204.310  | 208.218  | 98,1     | 203       | 111             | 92              | 1.006                 | 4       | 140        | 244        | 71         |
| 1999                            | 205.214  | 206.831  | 99,2     | 190       | 108             | 82              | 1.080                 | 8       | 101        | 206        | 72         |
| 2000                            | 205.682  | 207.220  | 99,3     | 197       | 115             | 82              | 1.044                 | 8       | 99         | 203        | 72         |
| 2001                            | 206.598  | 208.747  | 99,0     | 189       | 110             | 79              | 1.093                 | 15      | 94         | 196        | 72         |
| 2002                            | 205.682  | 207.220  | 99,3     | 190       | 108             | 82              | 1.082                 | 15      | 96         | 192        | 72         |
| 2003                            | 210.062  | 212.875  | 98,7     | 184       | 108             | 76              | 1.141                 | 15      | 89         | 173        | 72         |
| 2004                            | 205.204  | 212.340  | 96,6     | 181       | 109             | 72              | 1.133                 | 16      | 82         | 165        | 72         |
| 2006                            | 206.541  | 216.858  | 95,2     | 175       | 100             | 75              | 1.180                 | 17      | 88         | 124        | 72         |
| 2012                            | 197.851  | 225.441  | 87,8     | 128       | 89              | 39              | 1.545                 | 18      | 45         | 86         | 72         |

### Per la seu d'Ancona
- Francesco Lanzoni, Le diocesi d'Italia dalle origini al principio del secolo VII (an. 604), vol. I, Faenza 1927, pp. 381–386
- Giuseppe Cappelletti, Le Chiese d'Italia dalla loro origine sino ai nostri giorni, Venezia 1848, vol. VII, pp. 9–193
- Decret Honoribus et privilegiis, ASS 37 (1904-5), pp. 195–200 (llatí)
- Butlla Qui apostolico, AAS 64 (1972), pp. 664–665 (llatí)
- Decret Ex historicis documentis, AAS 67 (1975), p. 557 (llatí)
- Pius Bonifacius Gams, Series episcoporum Ecclesiae Catholicae, Leipzig 1931, pp. 664–666 (llatí)
- Konrad Eubel, Hierarchia Catholica Medii Aevi, vol. 1 Arxivat 2019-07-09 a Wayback Machine., pp. 87–88; vol. 2[Enllaç no actiu], p. 87; vol. 3 Arxivat 2019-03-21 a Wayback Machine., pp. 107–108; vol. 4 Arxivat 2018-10-04 a Wayback Machine., p. 82; vol. 5, p. 83; vol. 6, p. 82 (llatí)

### Per la seu d'Osimo
- La seu d'Osimo i Cingoli a Catholic Hierarchy (anglès)
- Francesco Lanzoni, Le diocesi d'Italia dalle origini al principio del secolo VII (an. 604), vol. I, Faenza 1927, pp. 387–389
- Giuseppe Cappelletti, Le Chiese d'Italia dalla loro origine sino ai nostri giorni, Venezia 1848, vol. VII, pp. 482–607
- Butlla Recti statera iudicii, a Bullarum diplomatum et privilegiorum sanctorum Romanorum pontificum Taurinensis editio, Vol. III, pp. 702–704 (llatí)
- Butlla Romana Ecclesia, a Bullarum diplomatum et privilegiorum sanctorum Romanorum pontificum Taurinensis editio, Vol. XXII, pp. 243–248 (llatí)
- Pius Bonifacius Gams, Series episcoporum Ecclesiae Catholicae, Leipzig 1931, pp. 712–173 (llatí)
- Konrad Eubel, Hierarchia Catholica Medii Aevi, vol. 1 Arxivat 2019-07-09 a Wayback Machine., pp. 120–121; vol. 2[Enllaç no actiu], p. 100; vol. 3 Arxivat 2019-03-21 a Wayback Machine., p. 125; vol. 4 Arxivat 2018-10-04 a Wayback Machine., p. 104; vol. 5, pp. 107–108; vol. 6, p. 109 (llatí)